# 郡上市総合文化センター
郡上市総合文化センター （ぐじょうしそうごうぶんかセンター）は、岐阜県郡上市にある文化施設。

## 概要
生活、文化、教養、福祉を目的とした施設である。
郡上郡八幡町が自治省の「田園都市中核施設整備事業」の補助を受け、1988年（昭和63年）7月2日に郡上八幡総合文化センター として開館。2004年（平成16年）3月1日に八幡町を含む郡上郡の7町村合併で郡上市が発足により、郡上市総合文化センターに改称する。
研修室棟とホール棟で構成されているが、一体化した構造となっている。研修室棟には郡上市役所の組織の一部が設置されている。

## 施設概要

### 研修室棟
4階
- 大会議室　（2室）
- 小会議室　（1室）

3階
- 講義室
- 小会議室　（3室）
- 郡上市役所[1]
  - 教育委員会学校教育課
  - スポーツ振興課

2階
- 特別会議室
- 和室
- 練習室　（2室）

1階
- 郡上市役所
  - 教育委員会教育総務課
  - 社会教育課

### ホール棟
3階
- ホワイエ

2階
- 文化ホール
  - 収容人数698人（固定席604席、障害者用席2席、母子席2席、補助席90席）
- 多目的ホール
- 郡上市図書館はちまん分館

1階
- 郡上市図書館はちまん分館
- 展示室

## 利用案内
- 所在地：岐阜県郡上市八幡町島谷207-1
- 開館時間：9：00 - 22：00
- 休館日：月曜日、国民の休日の翌日（該当日が日曜日または休日の場合は開館）、年末年始（12月28日～1月3日）

## 交通アクセス

### 公共交通機関
- 長良川鉄道越美南線「郡上八幡駅」下車、徒歩で約20分。
- まめバス「郡上市役所」バス停より徒歩ですぐ。
- 郡上八幡自主運行バス相生線「郡上市役所」バス停より徒歩ですぐ。

### 自動車
- 東海北陸自動車道郡上八幡ICより約5分。

## 周辺施設
- 郡上市役所
- 郡上市産業プラザ
- 郡上市立八幡小学校
- 郡上市総合スポーツセンター
- 愛宕神社
- 愛宕公園
- 慈恩護国禅寺